# Limnephilus soporatus
Limnephilus soporatus is een fossiele soort schietmot uit de familie Limnephilidae.